# ديفيد بوتون
ديفيد بوتون (بالإنجليزية: David Button)‏ (27 فبراير 1989 في المملكة المتحدة - ) هو لاعب كرة قدم بريطاني في مركز حراسة المرمى. شارك مع منتخب إنجلترا تحت 16 سنة لكرة القدم ومنتخب إنجلترا تحت 17 سنة لكرة القدم ومنتخب إنجلترا تحت 19 سنة لكرة القدم ومنتخب إنجلترا تحت 20 سنة لكرة القدم. أما مع النوادي، فقد لعب مع تشارلتون أثلتيك وتوتنهام هوتسبير وشروزبري تاون ونادي بارنسلي ونادي برينتفورد ونادي بورنموث ونادي دونكاستر روفرز ونادي لوتون تاون ونادي كرو ألكساندرا ونادي ليتون أورينت وداغنهام وريدبريدج ونادي بليموث أرجايل ونادي روتشديل وغرايز أتلاتيك ‏.

## وصلات خارجية
- ديفيد بوتون على موقع قاعدة بيانات كرة القدم.إي يو (الإنجليزية)
- ديفيد بوتون على موقع Soccerbase.com (لاعب) (الإنجليزية)
- ديفيد بوتون على موقع Soccerway.com (الإنجليزية)
- ديفيد بوتون على موقع عالم كرة القدم.نت (الإنجليزية)